# Sober (singel Big Bangu)
„Sober” (kor.  맨정신 Maenjeongsin) – singel południowokoreańskiej grupy Big Bang, wydany cyfrowo 1 lipca 2015 roku przez YG Entertainment. „Sober”, razem z „If You”, znalazł się na singlu D.

## Tło
YG Entertainment zapowiedziało utwór jako część „MADE Series: D” Big Bangu przez plakat opublikowany 28 czerwca 2015 roku.
Singiel został wydany 1 lipca. Do premiery uruchomione zostało odliczanie na żywo w Naver Starcast rozpoczęte 30 czerwca, o godzinie 23:00. Dokładny wers, który G-Dragon śpiewa pod koniec utworu „Sober”, został po raz pierwszy zaprezentowany podczas 2013 Mnet Asian Music Awards jako wstęp do jego utworu „Crooked”. Teledysk został wyreżyserowany przez Han Sa-min, który pracował wcześniej z Big Bangiem na „Loser”, „Bad Boy” i „Blue”.

## lista utworów
| CD | CD                                           | CD                     | CD                        | CD              | CD      |
| Nr | Tytuł utworu                                 | Tekst                  | Kompozycja                | Aranżacja       | Długość |
| -- | -------------------------------------------- | ---------------------- | ------------------------- | --------------- | ------- |
| 1. | „Maenjeongsin (Sober)” (kor. 맨정신 (Sober)) | Teddy, G-Dragon, T.O.P | Teddy, Choice37, G-Dragon | Teddy, Choice37 | 3:57    |

## Notowania
| Kraj              | Lista                         | Najwyższa pozycja |
| ----------------- | ----------------------------- | ----------------- |
| Korea Południowa  | Gaon Weekly Digital Chart     | 2                 |
| Korea Południowa  | Gaon Yearly Digital Chart     | 42                |
| Korea Południowa  | Gaon Weekly Download Chart    | 2                 |
| Korea Południowa  | Gaon Yearly Download Chart    | 36                |
| Korea Południowa  | Gaon Weekly Streaming Chart   | 5                 |
| Stany Zjednoczone | Billboard World Digital Songs | 3                 |
| Japonia           | Japan Hot 100                 | 24                |

## Sprzedaż
| Kraj             | Sprzedaż                        |
| ---------------- | ------------------------------- |
| Korea Południowa | 1 317 469+ (stan na 17.12.2016) |
| Chiny (KuGou)    | 1 276 700                       |